# آبجوسازی بیتبورگر

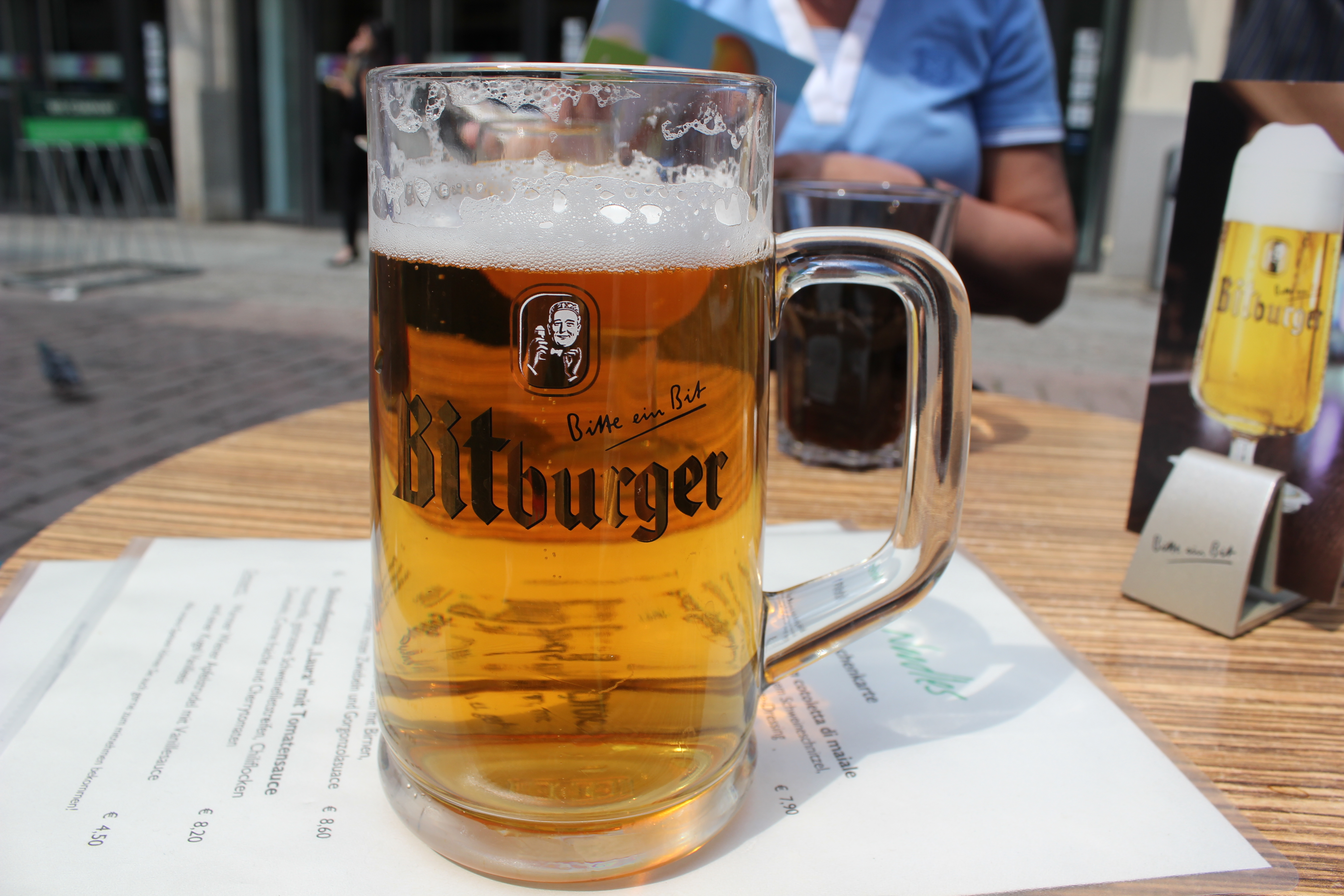
یک لیوان آبجوی بیتبورگر.

آبجوسازی بیتبورگر (آلمانی: Bitburger Brauerei) یک کارخانه آبجوسازی بزرگ در آلمان است که در سال ۱۸۱۷ توسط «یوهان والن‌بورن» پایه‌گذاری شد. دفتر مرکزی این شرکت در شهر بیتبورگ واقع در ایالت راینلاند-فالتس آلمان است.
آبجوسازی بیتبورگر رتبهٔ سوم پرفروش‌ترین آبجوی آلمان را با فروش ۳٫۸ میلیون هکتالیتر (تقریباً معادل ۳٫۲ میلیون بشکه آمریکایی) در سال ۲۰۱۵ در اختیار دارد و همچنین «آبجوی بشکه‌ای» برتر آلمان است. (آبجویی که مستقیماً از بشکه سِـرو می‌شود و نه در شیشه و قوطی)